# Finland op de Europese kampioenschappen atletiek 2010
Finland werd vertegenwoordigd door 39 atleten op de Europese kampioenschappen atletiek 2010.

## Deelnemers
| Onderdeel            | Mannen                                                                              | Vrouwen                           |
| -------------------- | ----------------------------------------------------------------------------------- | --------------------------------- |
| 100 m                | Hannu Hämäläinen Joni Rautanen                                                      |                                   |
| 200 m                | Jonathan Åstrand                                                                    |                                   |
| 800 m                | Mikko Lahtio                                                                        |                                   |
| 1500 m               | Mikael Bergdahl Jonas Hamm Niclas Sandells                                          |                                   |
| 5000 m               | Matti Räsänen Jussi Utriainen                                                       |                                   |
| 10000 m              | Matti Räsänen Jussi Utriainen                                                       |                                   |
| 3000 m steeple       | Joonas Harjamäki Jukka Keskisalo Janne Ukonmaanaho                                  | Sandra Eriksson                   |
| 110 m horden         | Juha Sonck                                                                          |                                   |
| 400 m horden         | Jussi Heikkilä                                                                      | Ilona Ranta                       |
| 50 km snelwandelen   | Jarkko Kinnunen                                                                     |                                   |
| Hoogspringen         | Osku Torro                                                                          |                                   |
| Polsstokhoogspringen | Vesa Rantanen Eemeli Salomäki                                                       | Minna Nikkanen                    |
| Verspringen          | Tommi Evilä Otto Kilpi Petteri Lax                                                  |                                   |
| Discuswerpen         | Frantz Kruger Mikko Kyyrö                                                           | Tanja Komulainen Sanna Kämäräinen |
| Hamerslingeren       | Olli-Pekka Karjalainen Tuomas Seppänen David Söderberg                              | Merja Korpela                     |
| Speerwerpen          | Harri Haatainen Tero Pitkämäki Teemu Wirkkala                                       | Oona Sormunen                     |
| Tienkamp             | Mikko Halvari                                                                       |                                   |
| 4x100 m              | Hannu Ali-Huokuna Hannu Hämäläinen Joni Rautanen Niko Taavitsainen Jonathan Åstrand |                                   |

## Resultaten

### 100m mannen
- Hannu Hämäläinen
  - Ronde 1: 10.49 (Q)
  - Halve finale: 16de in 10,47 (NQ)
- Joni Rautanen
  - Ronde 1: 10.63 (NQ)

### den mannen
- Juha Sonck
  - Reeksen: 21ste in 13,88

### 200m mannen
- Jonathan Åstrand
  - Reeksen: 9de in 20,78 (PB) (q)
  - Halve finale: 11de in 20,81 (NQ)

### 400mhorden

#### Mannen
- Jussi Heikkilä
  - Reeksen: 52,46 (NQ)

#### Vrouwen
- Ilona Ranta
  - Ronde 1: 56.94 (SB) (NQ)

### 800m mannen
- Mikko Lahtio
  - Reeksen: 24ste in 1.51,76 (NQ)

### 1500m mannen
- Mikael Bergdahl
  - Reeksen: 19de in 3.43,90 (NQ)
- Jonas Hamm
  - Reeksen: 22ste in 3.44,98 (NQ)
- Niclas Sandells
  - Reeksen: 15de in 3.42,82 (NQ)

### 3000msteeple

#### Mannen
- Joonas Harjamäki
  - Reeksen: 22ste met 8.47,25 (NQ)
- Janne Ukonmaanaho
  - Reeksen: 16de met 8.33,48 (PB) (NQ)

#### Vrouwen
- Sandra Eriksson
  - Reeksen: 9.55,73 (NQ)

### 5000m mannen
- Matti Räsänen
  - Reeksen: 22ste in 14.01,35 (NQ)
- Jussi Utriainen
  - Reeksen: 26ste in 14.17,07 (NQ)

### 10000m mannen
- Matti Räsänen: 17de in 29:45.95
- Jussi Utriainen: 13de in 29:16.87

### 50kmsnelwandelen
- Jarkko Kinnunen: opgave

### 4x100m
- Reeksen: 8ste in 39,40(q)
- Finale: 7de in 39,29

### Hamerslingeren

#### Mannen
- Olli-Pekka Karjalainen
  - Kwalificatie: 74,23m (q)
  - Finale: 10de met 73,70m
- Tuomas Seppänen
  - Kwalificatie: 72,94m (NQ)
- David Söderberg
  - Kwalificatie: 73,87m (NQ)

#### Vrouwen
- Merja Korpela
  - Kwalificatie: 67,58m (q)
  - Finale: 8ste met 68,21m

### Discuswerpen

#### Mannen
- Frantz Kruger
  - Kwalificatie: 20ste met 59,55m (NQ)
- Mikko Kyyrö
  - Kwalificatie: 22ste met 58,96m (NQ)

#### Vrouwen
- Tanja Komulainen
  - Kwalificatie: niet deelgenomen
- Sanna Kämäräinen
  - Kwalificatie: 53,07m (NQ)

### Hoogspringenmannen
- Osku Torro
  - Kwalificatie: 2,19m (NQ)

### Speerwerpen

#### Mannen
- Tero Pitkämäki
  - Kwalificatie: 2de met 83,15m (Q)
  - Finale:  met 86,67m
- Teemu Wirkkala
  - Kwalificatie: 1ste met 83,57m (Q)
  - Finale: 5de met 81,76m

#### Vrouwen
- Oona Sormunen
  - Kwalificatie: geen geldige worp

### Polsstokhoogspringen

#### Mannen
- Vesa Rantanen
  - Kwalificatie: 17de met 5,50m (SB) (NQ)
- Eemeli Salomäki
  - Kwalificatie: 13de met 5,60m (PB) (NQ)

#### Vrouwen
- Minna Nikkanen
  - Finale: 9de met 4,35m

### Verspringenmannen
- Tommi Evilä
  - Kwalificatie: 10de met 8,01m (Q)
  - Finale: 10de met 7,91m
- Otto Kilpi
  - Kwalificatie: 17de met 7,90m (NQ)
- Petteri Lax
  - Kwalificatie: 12de met 7,98m (SB) (q)
  - Finale:

### Tienkamp
- Mikko Halvari
  - 100m: 10,98 (865ptn)
  - Verspringen: 7,19m (859ptn)
  - Kogelstoten: 14,53m (761ptn)
  - Hoogspringen: 1,89m (SB) (705ptn)
  - 400m: 49,79 (PB) (824ptn)
  - 110m horden: 15,26 (818ptn)
  - Discuswerpen: 52,06m (913ptn)
  - Polsstokspringen: 4,25m (688ptn)
  - Speerwerpen: 50,38m (594ptn)
  - 1500m: 5.18,86 (456ptn)
  - Eindklassement: 20ste met 7483ptn

Albanië · Andorra · Armenië · Azerbeidzjan · België · Bosnië en Herzegovina · Bulgarije · Cyprus · Denemarken · Duitsland · Estland · Finland · Frankrijk · Georgië · Gibraltar · Griekenland · Groot-Brittannië · Hongarije · Ierland · IJsland · Israël · Italië · Kroatië · Letland · Liechtenstein · Litouwen · Luxemburg · Macedonië · Malta · Moldavië · Monaco · Montenegro · Nederland · Noorwegen · Oekraïne · Oostenrijk · Polen · Portugal · Roemenië · Rusland · San Marino · Servië · Slovenië · Slowakije · Spanje · Tsjechië · Turkije · Wit-Rusland · Zweden · Zwitserland